# 18 Dywizjon Artylerii Przeciwpancernej

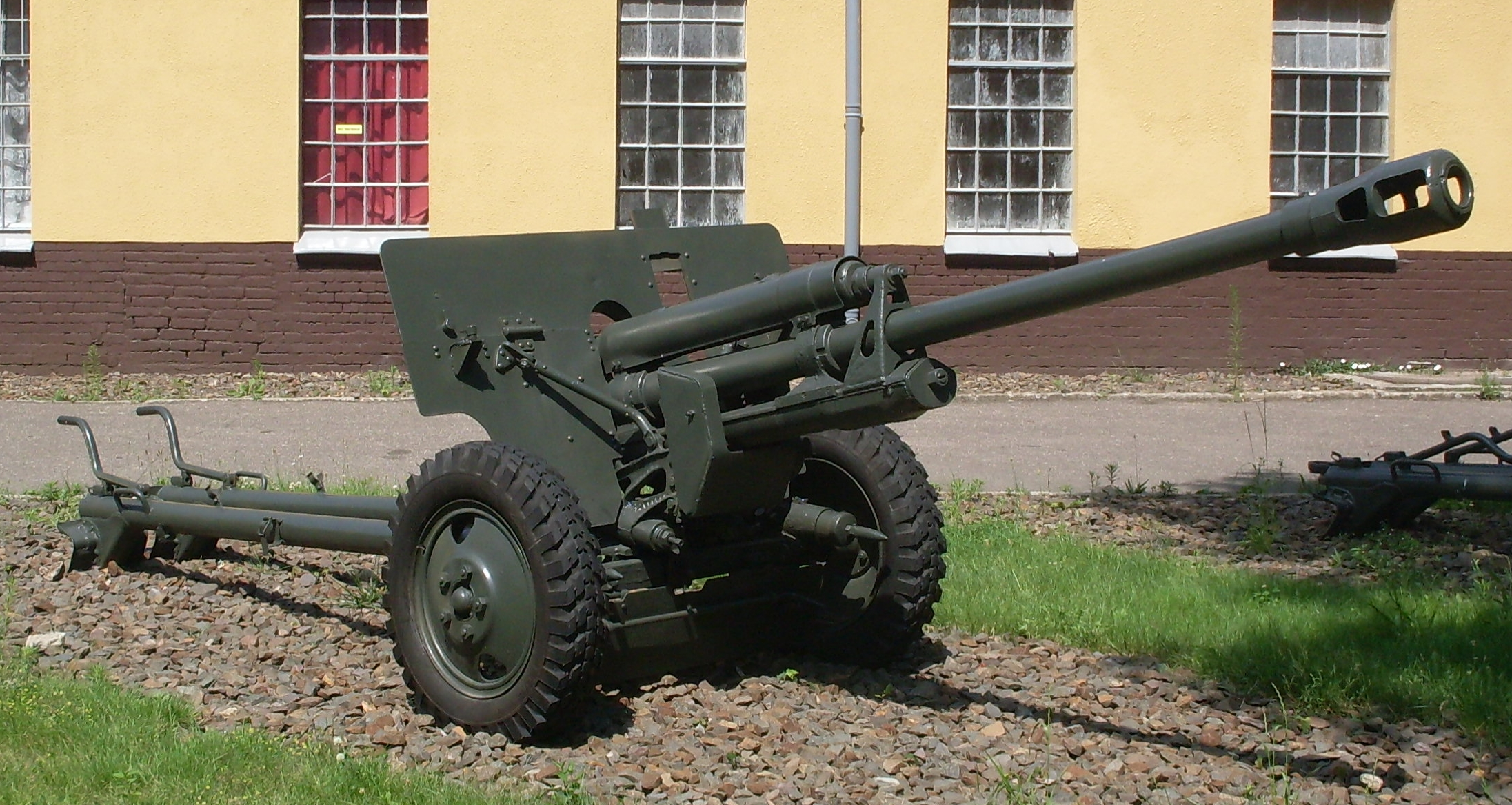
76 mm armata wz. 1942 (ZiS-3)

18 Dywizjon Artylerii Przeciwpancernej (18 dappanc) – pododdział artylerii przeciwpancernej ludowego Wojska Polskiego.

## Formowanie i zmiany organizacyjne
Dywizjon został sformowany latem 1945 roku w składzie odtworzonej 4 Pomorskiej Dywizji Piechoty. W październiku 1946 roku dywizjon został przeniesiony z Jarocina do Pleszewa, a w następnym roku na powrót do Jarocina. W 1948 roku jednostka została dyslokowana do garnizonu Leszno, 10 października 1949 roku do Ostrowa Wlkp, a w 1950 roku do Krosna Odrzańskiego. W 1957 roku jednostka została rozformowana.

## Struktura organizacyjna
Dowództwo i sztab
- pluton dowodzenia
- trzy baterie armat przeciwpancernych
  - dwa plutony ogniowe po 2 działony

Razem według etatu 2/79 w 1948: 164 żołnierzy i 12 armat 76 mm ZiS-3